# Minette et Lise
Minette et Lise sont deux sœurs, actrices haïtiennes ayant vécu dans l'île de Saint-Domingue à l'époque de la colonisation française de l'île, qui connurent une gloire éphémère avant leur mort au cours de la Révolution haïtienne.

## Biographie
Minette et Lise sont nées à Port-au-Prince d'un père français métropolitain et d'une mère affranchie d'origine africaine. L'une naquit en 1767 et l'autre en 1769.
Durant la seconde moitié du XVIIIe siècle, le théâtre tente de s'affranchir par des pièces d'inspiration locale en créole et en mettant des acteurs noires sur scène. Cette lente évolution théâtrale annonce l'arrivée sur les planches de Lise et Minette, deux jeunes filles de couleur.
Madame Acquaire, actrice créole du théâtre de La Comédie de Port-au-Prince, se proposa de leur enseigner le solfège, la danse et la diction.
En 1780, elles font leurs débuts dans le ballet La Danse sur le Volcan. Bien que mulatres, la société esclavagiste de Saint-Domingue n'empêchait pas des personnes d'origine africaine ou métis de tenir des rôles de comédiens dans des représentations théâtrales. Elles chantent également lors de plusieurs concerts.
Sans rivaliser avec la cantatrice d'opéra Jeanne-Marie Marsan, elles chantèrent plusieurs opéras, parmi lesquels Silvain, Zémire et Azor, Aucassin et Nicolette, L'Amant jaloux et La Caravane du Caire.
Elles font des tournées dans les principales villes de Saint-Domingue (Port-au-Prince, Léogâne, Les Cayes et Saint Marc). Elles sont les actrices non-blanches les plus célèbres de Saint-Domingue et les premières à faire carrière dans ce métier du spectacle. Néanmoins, leur carrière a également attiré l'envie, la jalousie et la calomnie ; on leur reprocha même le luxe de leurs costumes.
Minette et Lise disparaissent du paysage artistique lors d'une des premières révoltes des esclaves, qui allaient déboucher sur la Révolution haïtienne au cours de l'année 1789. Selon certaines sources, elles pourraient avoir été victimes de l'incendie du théâtre de la Comédie de Port-au-Prince, en novembre 1791.